# Петухова, Надежда Михайловна
Надежда Михайловна Петухова (род. 24 сентября 1953, Попасная, Ворошиловградская область) — советский и казахстанский общественный деятель, врач высшей категории по социальной гигиене организации здравоохранения. Отличник здравоохранения Республики Казахстан.

## Биография
Надежда Михайловна Петухова родилась 24 сентября 1953 года на Украине, город Попасная.
В 1971 году поступила и 1977 году окончила Целиноградский государственный медицинский институт  по специальности врач-педиатр.
С 1977 по 1981 годы — участковый педиатр городской детской больницы № 1 города Целиноград.
С 1981 по 1984 годы — врач-инспектор Целиноградского областного отдела здравоохранения.
С 1984 по 1988 годы — начальник лечебно-профилактического сектора Целиноградского областного отдела здравоохранения.
С 1988 по 1994 годы — заместитель заведующего по родовспоможению и детству Целиноградского областного отдела здравоохранения.
С 1994 по 1997 годы — главный врач Акмолинской детской городской объединенной больницы, г. Акмола.
С 1997 по 2012 годы — главный врач ГККП «Городская детская больница №1 г. Астаны».
С 2017 года по настоящее время — Председатель Правления Евразийской медицинской ассоциации.
Член Ассамблеи народов Казахстана.
Председатель Общественного совета по защите прав пациентов при Министерстве здравоохранения Республики Казахстан (с январь 2013 года).
Председатель Общественного совета Министерства здравоохранения Республики Казахстан (с апрель 2017 года).
Член Высшего коллегиального совета Национальный центр независимой экзаменации (НЦНЭ).

## Выборные должности, депутатство
C 1999 по 2012 годы — Депутат маслихата города Астаны, заместитель председателя постоянной комиссии маслихата города Астаны по вопросам социально-культурного развития, член координационного совета по охране здоровья при акимате города Астаны.
С 2012 по 2016 годы — депутат Мажилиса Парламента Республики Казахстан V созыва  по партийному списку Народно-Демократической партии «Нур Отан», член Комитета по социально-культурному развитию.

## Награды и звания
- Орден Курмет (12 декабря 2005 года)[1]
- нагрудный знак «Отличник здравоохранения Республики Казахстан» (недоступная ссылка)
- нагрудный знак «За вклад в развитие здравоохранения Республики Казахстан» (недоступная ссылка)
- нагрудный знак от партии Нур Отан «Белсенді қызметі үшін» (2010)
- нагрудный знак «Алтын Дәрігер» (2011)
- нагрудный знак ОИП и ЮЛ «Национальная палата здравоохранения Республики Казахстан» «За профессиональные заслуги» (2015)
- Почётный гражданин города Астаны (6 июля 2019 года)[2][3]
- Звание «Почетный гражданин города Нур-Султан» (2019 г.)
- Победитель общенационального конкурса «30 лет 30 имен» (2021 г.)
- Медаль вооруженных сил РК (2022 г.)
- Медаль "За верность делу" НПП РК "Атамекен" (2022 г.)
- Орден «Парасат» (2023 г.)

### Государственные юбилейные медали
- 2001 — Медаль «10 лет независимости Республики Казахстан»
- 2005 — Медаль «10 лет Конституции Республики Казахстан»
- 2006 — Медаль «10 лет Парламенту Республики Казахстан»
- 2008 — Медаль «10 лет Астане»
- 2011 — Медаль «20 лет независимости Республики Казахстан»
- 2015 — Медаль «20 лет Конституции Республики Казахстан»
- 2015 — Медаль «20 лет Ассамблеи народа Казахстана»
- 2016 — Медаль «25 лет независимости Республики Казахстан»
- 2017 - Медаль «Еңбек ардагері»
- 2020 - Медаль «25 лет Ассамблеи народа Казахстан»
- 2021 - Медаль «30 лет Конституции Республики Казахстан»

1. ↑  Вручены государственные награды | Номад | 26.12.2005. Дата обращения: 7 июля 2019. Архивировано 12 апреля 2018 года.
2. ↑  Аким Нур-Султана вручил астанчанам звание почетного гражданина города 6 июля 2019 года (недоступная ссылка)
3. ↑  Звания «Почетный гражданин города Нур-Султана» удостоены два астанчанина (недоступная ссылка)